# Resistance (série de jeux vidéo)
Pour les articles homonymes, voir Resistance.
Resistance est une série de jeux vidéo sortie sur plusieurs consoles PlayStation.

## Jeux
- 2006 : Resistance: Fall of Man
- 2008 : Resistance 2
- 2009 : Resistance: Retribution
- 2011 : Resistance 3
- 2012 : Resistance: Burning Skies

## Ventes
Selon le site VG Chartz qui fournit des estimations de ventes de jeux, la série s'est écoulée à plus de 9 millions d'exemplaires.